# Rue Friant
La rue Friant est une voie du 14e arrondissement de Paris, en France.

## Situation et accès
La rue Friant est une voie publique située dans le 14e arrondissement de Paris. Elle débute au 13, avenue Jean-Moulin et se termine au 177, boulevard Brune. La rue est continuée en direction de la banlieue par l'avenue de la Porte-de-Montrouge, et puis à Montrouge par l'avenue de la République.

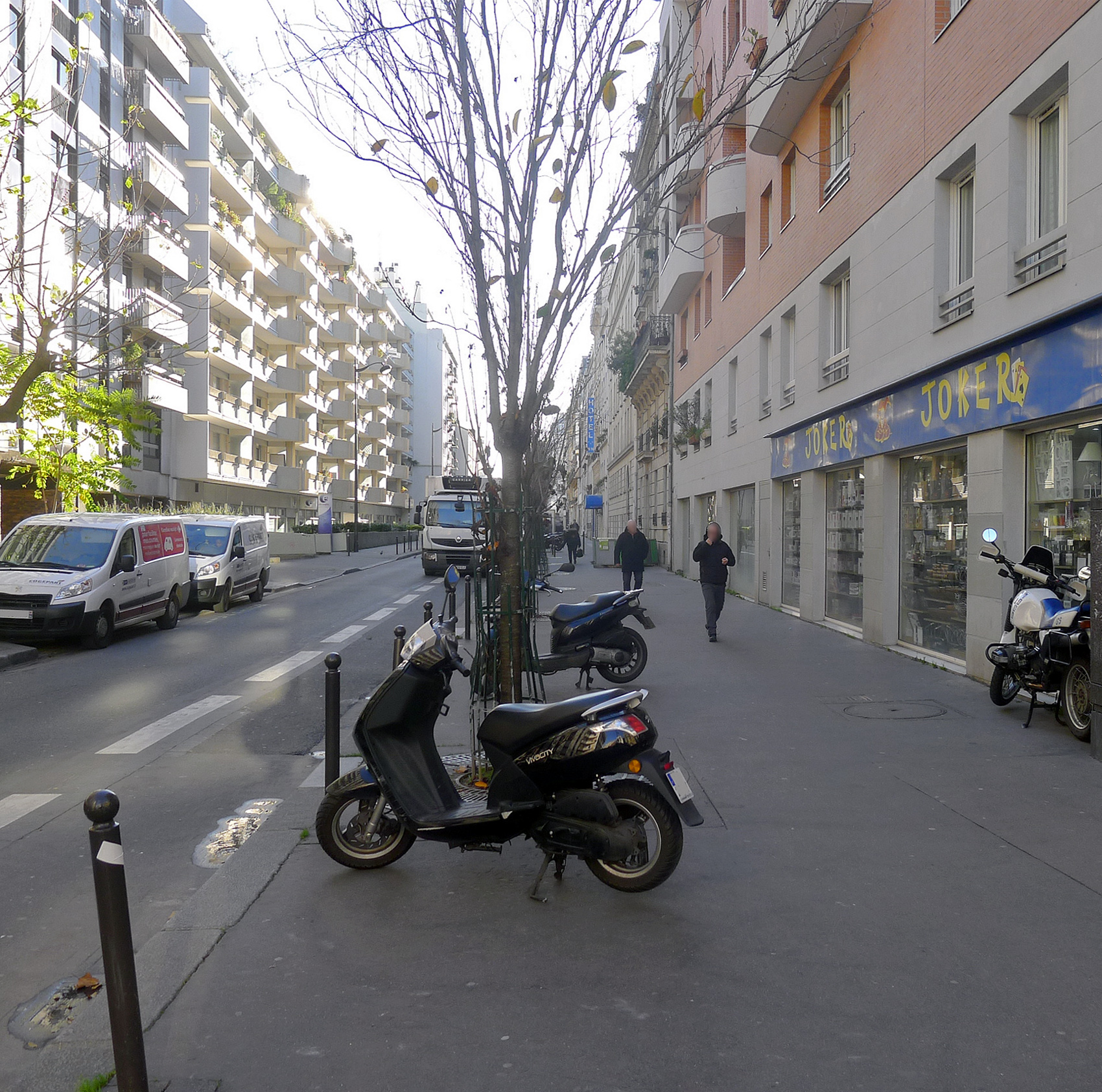
Rue Friant vue depuis l'avenue Jean-Moulin.
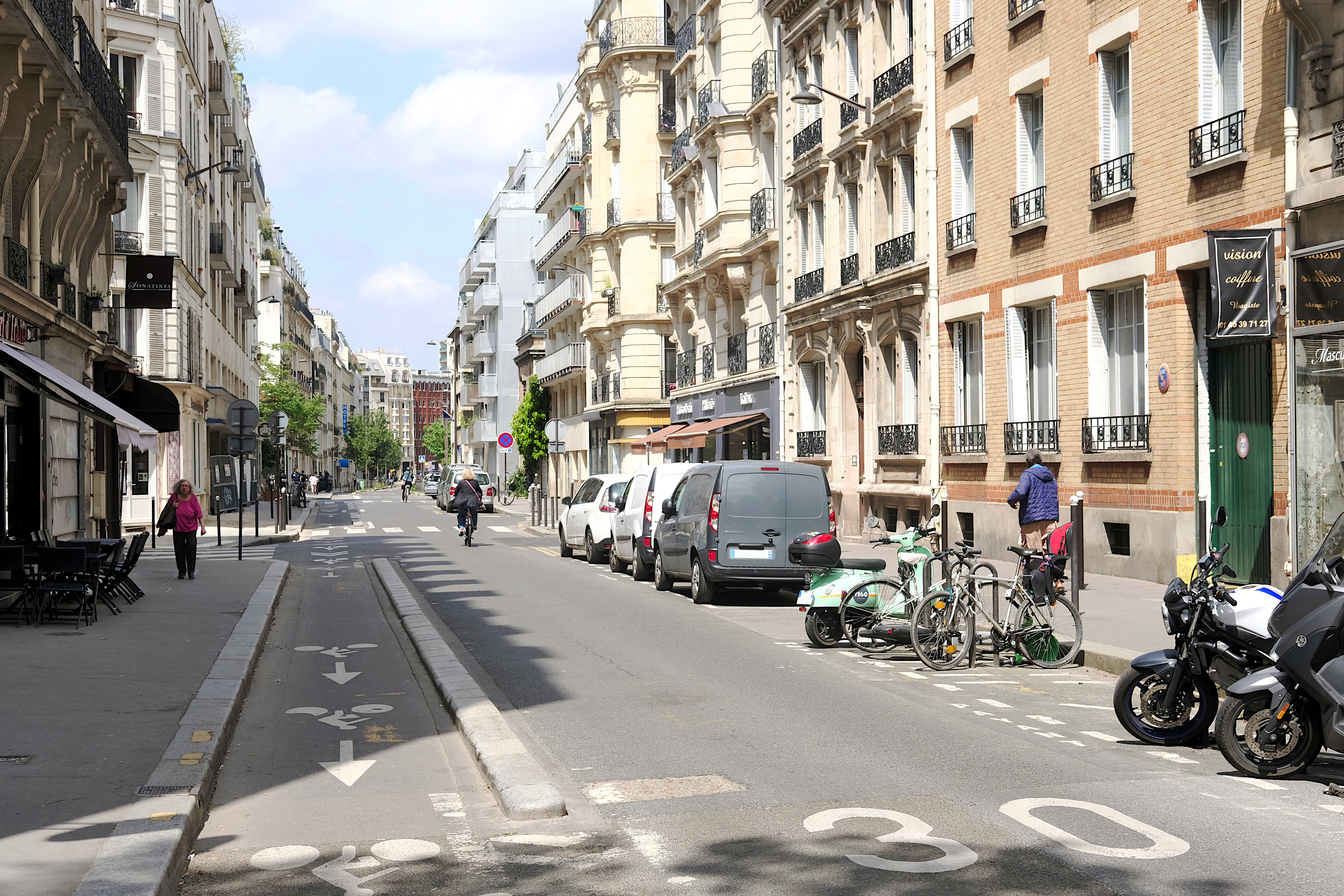
La rue Friant vue depuis le boulevard Brune.

## Origine du nom
Le nom du général Louis Friant (1758-1829), général de division, lieutenant général de l’Empire, pair de France, gouverneur du Luxembourg et chambellan de l’Empereur a été attribuée à cette voie en 1864. C'est le voisinage de l'ancienne rue Militaire, actuels boulevards des Maréchaux et en l'occurrence boulevard Brune, qui explique l'honneur fait au général.

## Historique
Cette ancienne voie du Petit-Montrouge qui appartenait au territoire de Montrouge jusqu'en 1860, aboutissait à l'entrée du château de Montrouge. Elle emprunte l'ancien chemin de Mont Rouge qui s'est appelé par la suite « avenue de Montrouge » puis « avenue du Grand Montrouge », car elle se prolongeait dans le « Grand-Montrouge », que l'on retrouve actuellement sous les noms d'« avenue de la Porte-de-Montrouge », puis d'« avenue de la République », avant de prendre le nom de « chemin du Pot-au-lait », « rue du Pot-au-Lait » et « avenue du Pot-de-Lait », du fait cette voie était utilisée par les laitières pour porter leur fardeau à Paris.
La rue du Pot-au-Lait, longue de 500 mètres, débutait rue de Châtillon et se terminait au pied du glacis.
En 1864, elle reçoit le nom de « rue Friant ».

## Bâtiments remarquables et lieux de mémoire
- No 19 : lycée Lucas-de-Nehou. En 2025-2027, le site accueille provisoirement le lycée Fresnel, son bâtiment historique étant l'objet de travaux[6] ;
- Juste avant l'intersection avec la rue de Coulmiers : passage au-dessus de l'ancien chemin de fer de la Petite Ceinture, qui est aujourd'hui désaffecté.